# Desierto de Pedirka

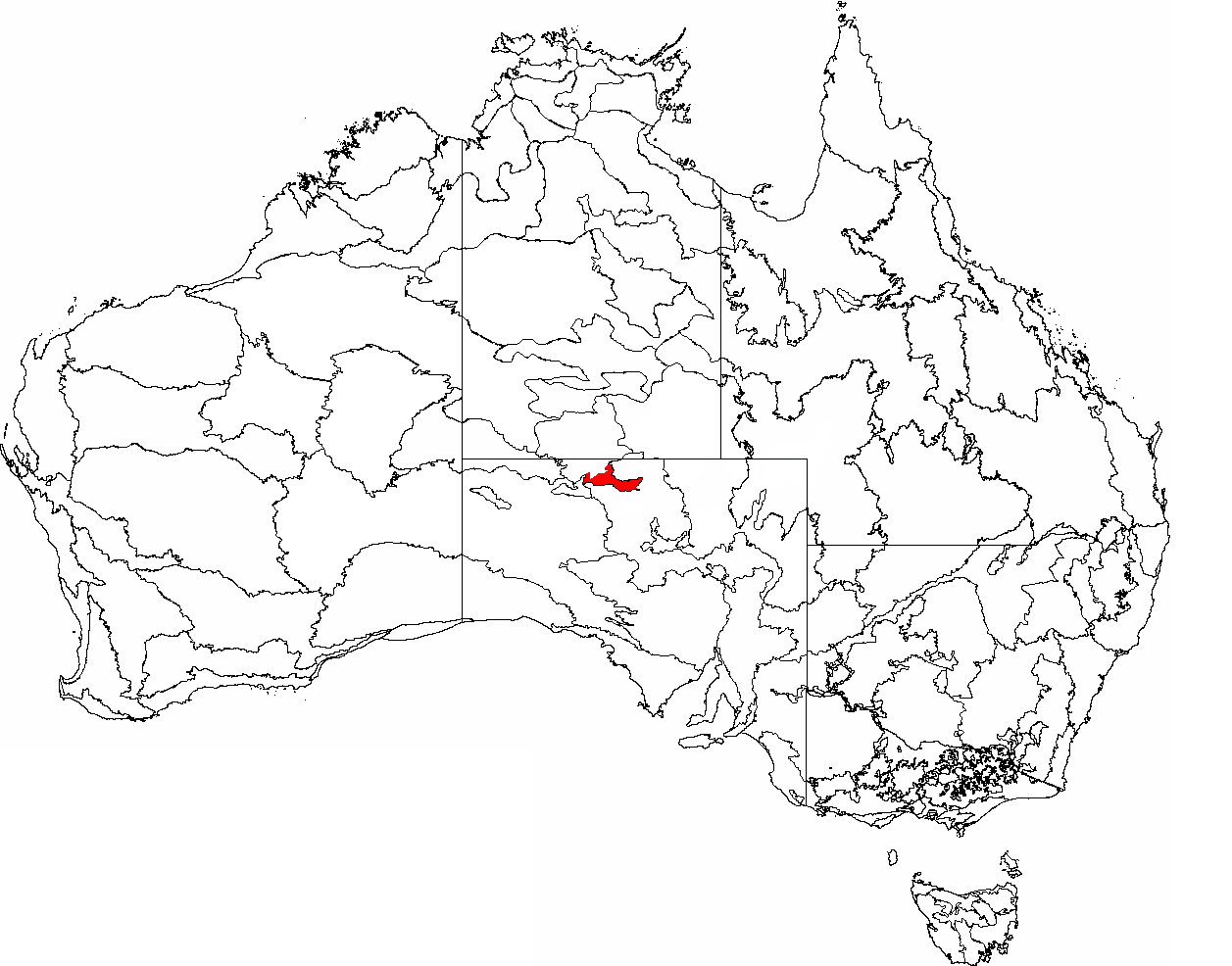
Mostrado en rojo la región del desierto de Pedirka.

El desierto de Pedirka es un desierto de Australia, situado a unos 100 km al noroeste de Oodnadatta y a unos 250 km al noreste de Coober Pedy, en Australia Meridional. Al norte limita con el monte Deane y el Parque nacional Witjira. Es un desierto relativamente pequeño, con una superficie de 1250 km².